# La Caridad (yacimiento arqueológico)
La Caridad es un yacimiento arqueológico de carácter urbano de época republicana romana, existente aproximadamente entre los siglos II y I a.C. Está situado en el término municipal de Caminreal (Teruel, Aragón, España).
Fue declarado Bien de Interés Cultural por el Gobierno de Aragón.

## Historia
Es posible La Caridad sea el primero de tres asentamientos sucesivos en la comarca, lo cual mostraría una continuidad de hábitat urbano ininterrumpido desde el siglo II a.C al menos hasta el IV d.C. Fue fundado como un asentamiento celtíbero en proceso de romanización y fue destruido a causa de las guerras sertorianas libradas en la península ibérica entre los años 82 a.C. y 72 a.C.. Posiblemente sus habitantes fundarían un nuevo poblado en el vecino Cerro de San Esteban (El Poyo del Cid), más fácil de fortificar y defender en tiempos de guerra; aunque este último extremo no ha sido demostrado.
Se desconoce con seguridad el nombre de la ciudad. Cotejando diversas fuentes de la Antigüedad (Historia Natural, de Plinio el Viejo; la Geografía de Ptolomeo o el Anónimo de Rávena) podría tratarse de Leonica, nombre dado al ser habitada por los leonicenses, pueblo celtíbero que supuestamente habitaba la zona. La ciudad estaría ubicada dentro del trayecto de la antigua calzada romana que uniría las poblaciones de Saguntum (actual Sagunto) y Bilbilis (actual Calatayud). La calzada seguiría el margen izquierdo del curso del Jiloca a la altura de dicho yacimiento.

## Descripción
El asentamiento fue localizado en 1977 por un equipo del Museo de Teruel. Las excavaciones sistemáticas empezaron en 1984, continuando los trabajos de investigación y restauración hasta hoy.
Se encuentra situado a las afueras del núcleo urbano. Ocupa una plataforma ligeramente elevada sobre el cauce del Río Jiloca con una extensión total de 12,5 hectáreas, superficie muy superior a lo habitual en los yacimientos de época ibérica de esta comarca, y que parece indicar, junto con otros elementos, el carácter semiurbano del asentamiento.
En el yacimiento existen viviendas de planta cuadrada, normalmente organizadas en torno a un patio central porticado, alrededor del cual se distribuyen estancias de características muy diferentes. Los pavimentos suelen ser de arcilla o tierra batida, con suelos que no necesitan una preparación especial, limitándose a reforzar el terreno y a añadir a la tierra natural una porción de arcilla para darle una mayor consistencia.
A escasa distancia del yacimiento se encuentra el Centro de Interpretación de la Cultura Romana en Caminreal (CICAR), habilitado en la antigua estación de ferrocarril del municipio, en donde mediante diferentes elementos (maquetas, audiovisuales, recreaciones, etc.) se puede conocer la vida de los habitantes de este territorio hace 2000 años.

## Restos conservados
Entre los restos exhumados destaca sobremanera el suelo de una de las viviendas,  en la cual se ha encontrado una inscripción ibérica sobre un mosaico romano realizado con teselas blancas de caliza, con dimensiones en torno a un centímetro de lado. Presenta en su composición tres capas; primero se observa una preparación del lecho donde se va a construir el pavimento mediante la extensión de una capa de tierra arcillosa, sobre la que se colocó un lecho de cantos rodados aglutinados por medio de un mortero de cal. La capa superior está formada por pequeños cantos de caliza y fragmentos de cerámica de tipo ibérico, sobre la que se incrustaron las teselas que forman el esquema decorativo.
La conservación del pavimento es excelente y se ha conservado en el lugar de origen, tomando las medidas de protección necesarias para evitar su destrucción y paliar los efectos de los cambios climáticos y las bajísimas temperaturas que se registran en esta zona.
El mosaico es de forma rectangular. Está enmarcado por un filete de teselas blancas y presenta un campo dividido en tres superficies rectangulares yuxtapuestas en línea. La superficie central está subdividida en tres zonas o paneles, también rectangulares.
La inscripción se localiza en la entrada principal de la estancia, ocupando en espacio importante dentro del esquema compositivo del pavimento y perfectamente integrado en él. Consta de diecisiete signos realizados con teselas blancas, distribuidos en tres vocablos separados por puntos. La transcripción no plantea problemas, en primer lugar hay un punto y a continuación las tres palabras:
Li.ki.n.e.te. e.ki.ar. u.s.e.ke.r.te.ku 
El epígrafe se traduce como "Likine-te, de Usecerde (Osicerda), lo hizo", interpretando que Likine-te es el propietario de la obra en su conjunto y no sólo del pavimento. Debe ponerse en relación con un mosaico de letrero similar del yacimiento de Andelos Archivado el 17 de abril de 2018 en Wayback Machine. (Mendigorría, Navarra).